# Черноморски брилянт
Черноморски брилянт е бял хибриден винен сорт грозде, селектиран чрез кръстосване на сортовете Тамянка и Димят през 1954 г. от проф. Пеньо Куртев и доц. Димитър Бабриков в опитното лозе на ВСИ "Васил Коларов – гр. Пловдив. Утвърден е за нов оригинален бял винен сорт със Заповед № 340/30.07.1974 г. на МЗХП.
Лозите имат среден до силен растеж. Родовитостта е висока. Гроздето узрява в началото на септември. Добивът от една лоза е средно 4.010 кг, а от декар – 1400 кг.
Гроздовете са средноголеми, конични до цилиндрично-конични, полусбити. Зърната са средно едри до едри (2.76 г), сферични, жълто-зелени. Кожицата е средно дебела и жилава. Месото е сочно, сладко, с добре изразен мискетов аромат.
Използва се за получаване на бели трапезни и десертни вина, които се отличават с красив жълто-зеленикав цвят, много добра бистрота, мискетов аромат, свежест и хармоничност. Подходящ е и за производство на гроздови сокове. От гроздето се произвеждат и висококачествени мискетови ракии.